# The Stone Poneys
The Stone Poneys byla americká folk rocková skupina, kterou v roce 1965 v Los Angeles založili zpěvačka Linda Ronstadt, rytmický kytarista Bobby Kimmel a sólový kytarista Kenny Edwards. Skupina se rozpadla po vydání čtyř studiových alb v roce 1968.